# Hauerland

Neoficiální znak Hauerlandu (přijat roku 1994) je totožný se znakem města Kremnice

Hauerland je souhrnné německé označení pro bývalý německý jazykový ostrov (respektive skupinu tří menších ostrovů) na středním Slovensku, tvořený roztroušenou skupinou vesnic a měst, zejména v okolí Kremnice (Kremnitz), Handlové (Krickerhau) a Nitrianského Pravna (Deutsch Proben). Území je dnes rozděleno mezi okresy Prievidza, Turčianske Teplice, Žiar nad Hronom a Žarnovica; malý nejsevernější cíp spadá do okresu Martin.
Na rozdíl od Spiše to nikdy nebyl zvláštní správní celek. Nebyla to ani úplně národnostně jednolitá oblast; mísilo se tu spolu německé i slovanské (slovenské) osídlení, ale německý živel převládal a v královských městech dokonce až do roku 1608 naprosto dominoval – což platilo vůbec pro celé Horní Uhry. Spolu se spišskými a bratislavskými (prešpurskými) Němci tvořili ti hauerlandští kulturní a jazykový celek Karpatských Němců, který si přes své krajové zvláštnosti uchovával společné povědomí.
Zánik tohoto společenství přišel až s událostmi druhé světové války, v níž se většina slovenských Němců postavila na stranu nacistů a byla proto na základě prezidentských dekretů po válce odsunuta (když předtím z podnětu Velké Britanie o odsunu Němců z Polska, Československa a Maďarska rozhodla postupimská konference). Název Hauerland upadl v zapomenutí a byl oživen až po roce 1989, kdy se zbytky Němců na Slovensku začaly opět projevovat a národnostně organizovat v nově založeném Karpatskoněmeckém spolku (Karpatendeutscher Verein). Z původních předválečných cca 40 000 Němců v Hauerlandu jich tu po roce 2000 zbylo zhruba patnáct stovek.
Vedle historizujícího názvu Hauerland se mezi jazykovědci užívá i přesnější označení Kremnický a pravniansky jazykový ostrov (Kremnitz-Deutsch-Probener Sprachinsel).

## Etymologie
Název Hauerland je moderní a poněkud umělý, vznikl až v 30. letech 20. století. Vytvořil ho česko-německý národopisec, dr. Josef Hanika (1900–1963), jehož k tomu inspiroval častý výskyt přípony -hau („mýtina, vysekané místo“ – od středohornoněmeckého hawen, „sekat, kácet, tesat“) v místních německých toponymech. Na -hau končí 1/3 všech jmen v oblasti. Tato přípona naznačuje, že středověká kolonizace zde proběhla vyklučením původního lesa, na jehož místě byly vytvořeny polnosti. Volně přeloženo, Hauerland tedy znamená Země mýtin.

## Geografie
Do Hauerlandu se zahrnuje celkem 24 obcí. Některé z nich se v 2. polovině 20. století staly pouhými místními částmi sousedních vsí/městysů, které se rozrostly.
- Brieštie (Bries)
  - Hadviga (Hedwig)
- Handlová (Krickerhau)
  - Nová Lehota (Neuhau)
- Chvojnica (Fundstollen)
- Horná Štubňa (Oberstuben)
- Janova Lehota (Drexlerhau)
- Kľačno (Gaidel)
- Kopernica (Deutsch Litta)
- Krahule (Blaufuss)
- Kremnica (Kremnitz)
- Kremnické Bane (Johannesberg)
- Kunešov (Kuneschhau)
- Lúčky (Honneshau)
- Malinová (Zeche)
- Nitrianske Pravno (Deutsch Proben)
  - Vyšehradné (Beneschhau)
  - Solka (Bettelsdorf)
- Píla (Paulisch)
- Sklené (Glaserhau)
- Turček (Turz)
- Tužina (Schmiedshau)
- Veľké Pole (Hochwies)
- Vrícko (Münnichwies)

Vrícko (okres Martin) je nejsevernější hauerlandskou obcí, Píla (okres Žarnovica) nejjižnější. Nejvíce na východ leží Krahule (Blaufuß, okres Žiar nad Hronom) u Kremnice, nejvíce na západ je vysunuto Veľké Pole (okres Žarnovica) a Chvojnica (okres Prievidza). Další města severozápadního a středního Slovenska, která byla rovněž osídlena německými kolonisty – např. Žilina (Sillein), Banská Bystrica (Neusohl), Banská Štiavnica (Schemnitz) – se už pod Hauerland nepočítají.

## Dějiny
Osídlení středního Slovenska německými kolonisty iniciovali uherští králové, aby tak rozvinuli těžbu nerostného bohatství a vůbec pozvedli hospodářství země. Německé osidlování středního Slovenska bylo podníceno objevováním nalezišť vzácných rud. Během 13. a 14. stol. vzniklo sedm hornouherských důlních měst, mezi nimi „zlatá“ Kremnica, „stříbrná“ Banská Štiavnica a „měděná“ Banská Bystrica. V 14. století byly založeny kolem měst (zejména kolem Kremnice a Nitrianského Pravna) samostatné obce, jejichž obyvatelé se kromě havířství věnovali i hospodaření na tamní málo úrodné půdě.